# Roses dans un vase de verre (Manet)
Pour les articles homonymes, voir Roses dans un vase de verre.
Roses dans un vase de verre est une  peinture à l'huile sur toile réalisée par Édouard Manet en 1883. Cette nature morte représente un bouquet de roses de couleur rose avec des œillets sur un fond obscur. Elle mesure 56 × 35 cm. Cette œuvre appartient à une collection particulière. 

## Description
Ce tableau montre un vase de verre comprenant des roses et un œillet. Ce vase à base hexagonale montre un motif doré dans le goût de l'Extrême-Orient représentant un dragon oriental. Sur la plaque de marbre sur laquelle repose le vase, Manet a placé un autre œillet, de couleur rouge orangé, posé à gauche. Cette plaque, qui ressemble à celles des comptoirs de café, se trouvait dans son atelier. Le fond est brun foncé et flou.

## Dernières œuvres de Manet
Édouard Manet est atteint à partir de la fin des années 1870 de la syphilis, ce qui lui cause de graves souffrances. Il peine à se tenir debout longtemps, et ne peut donc  peindre de grands formats. C'est ainsi que dans les années 1881-1883, il compose quantité de petites natures mortes qu'il peut peindre assis. Il peint des fleurs que ses amis lui offrent et donne souvent ces natures mortes en cadeau à ses proches. 
Pour ces natures mortes des dernières années de sa vie, Manet utilise huit vases différents. Celui de Roses dans un vase de verre est un vase à base hexagonale que l'on voit dans trois tableaux de Manet. Il l'a acheté dans une boutique du passage des Princes, comme l'indiquent les archives du filleul de Manet, Léon Leenhoff. Ce vase est utilisé pour la première fois au début de l'année 1883 pour le tableau Roses et tulipes dans un vase. L'on peut parfaitement distinguer le motif doré représentant un dragon. Ensuite, Manet choisit ce même vase pour le tableau Vase de lilas blancs et de roses, qui, selon les informations du biographe de Manet, Edmond Bazire, date du 28 février 1883. L'on y devine le même dragon doré que dans Roses dans un vase de verre. Les trois natures mortes montrent aussi une plaque de marbre sur laquelle repose le vase sur un fond brun foncé. Bazire donne le 1er mars 1883 comme date de composition de cette œuvre. Après cela, Manet épuisé par la maladie, n'a plus jamais pénétré dans son atelier, et il est mort le 30 avril.  
L'historien d'art Stéphane Guégan est d'avis que les dernières œuvres de Manet sont à l'état d'ébauche ou d'esquisse, ce qui lui donne une grande liberté de style. Guégan voit dans cette œuvre l'expression d'une grande vitalité. De plus, le style de peinture dans ces tableaux est « sans le moindre signe d'émotion ou d'apitoiement sur soi. ».

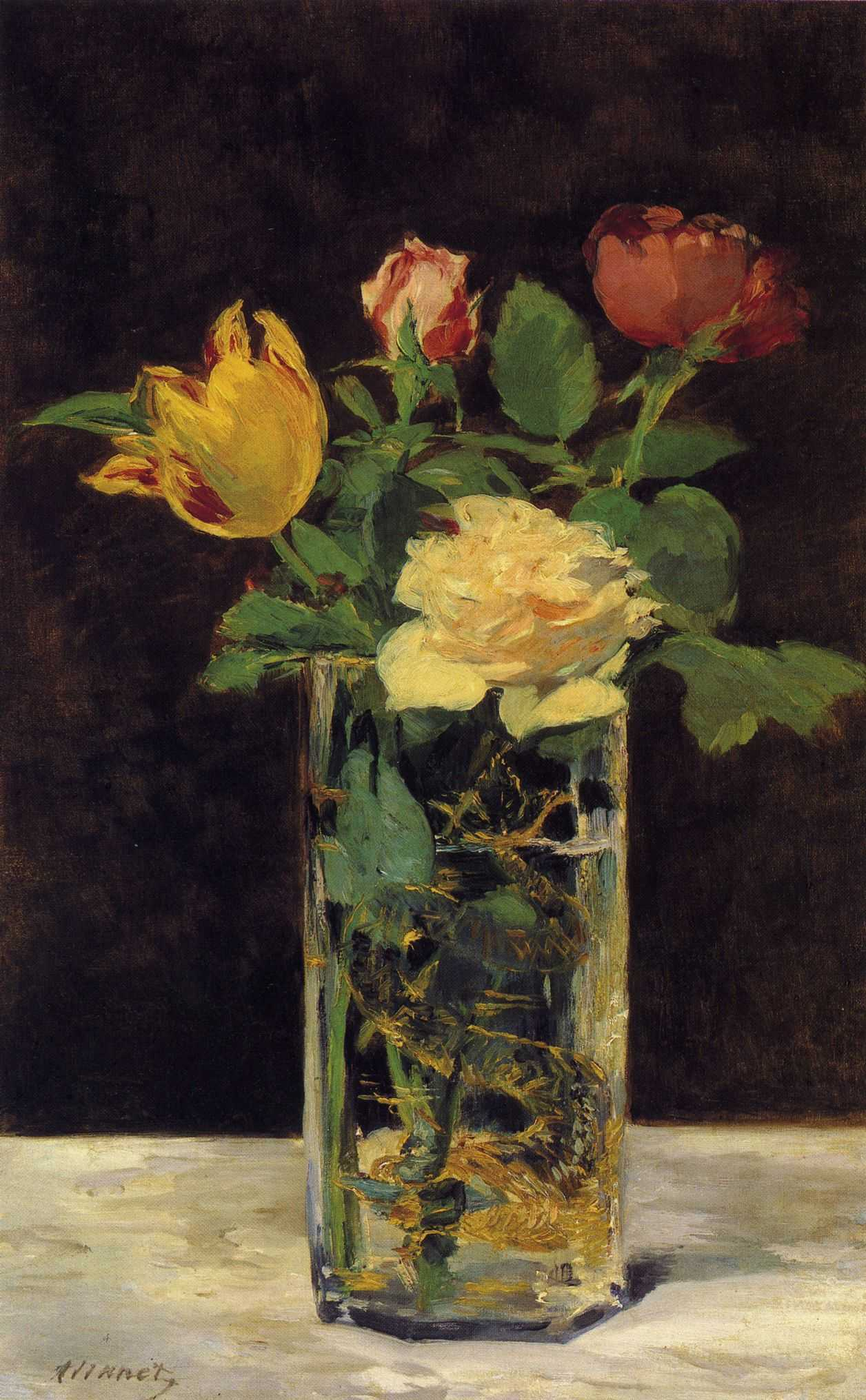
Édouard Manet: Roses et tulipes dans un vase (coll. part.).
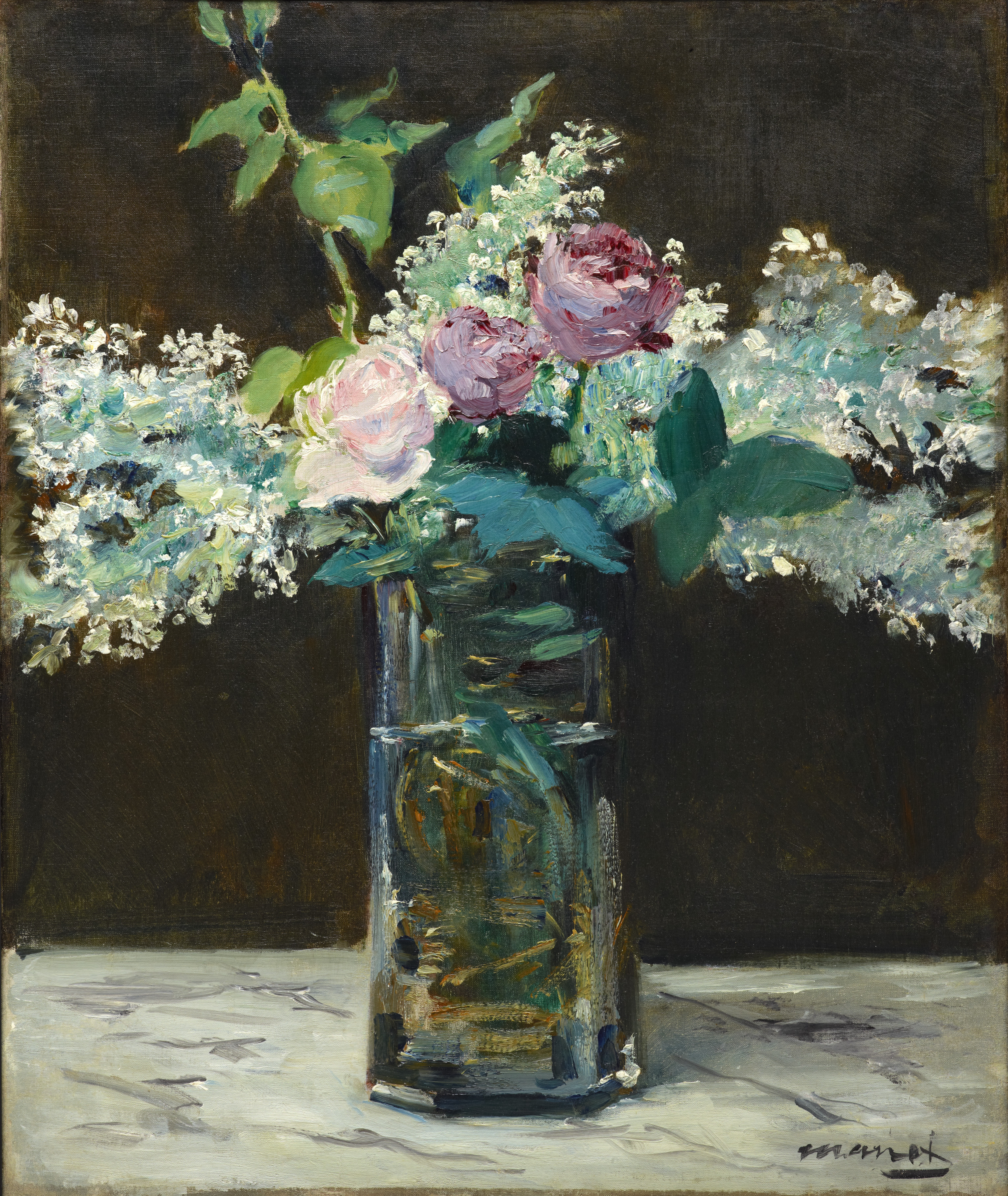
Édouard Manet: Vase de lilas blancs et de roses (Dallas Museum of Art).

## Provenance
Cette œuvre est une commande de son ami Ignace Ephrussi (1848-1908), frère du collectionneur Charles Ephrussi. Après 1902, elle est en possession pendant plusieurs décennies de la famille Havemeyer de New York. De 1902 à 1907, elle appartient à Henry Havemeyer et son épouse Louisine W. Havemeyer, puis à celle-ci. Elle lègue deux mille œuvres par testament au Metropolitan Museum of Art, dont de nombreuses œuvres d'Édouard Manet. La nature morte Roses dans un vase de verre échoit en héritage à son fils Horace Havemeyer. Après sa mort en 1956, c'est sa femme, Doris Dick Havemeyer, qui en hérite. Après sa mort en 1982, ses enfants la vendent aux enchères en 1983 auprès de la filiale new-yorkaise de Sotheby's et elle est acquise par l'homme d'affaires Wendell Cherry. Après la mort de ce dernier en 1991, elle est achetée par un collectionneur japonais ne désirant pas révéler son nom.